# Sam Hammington

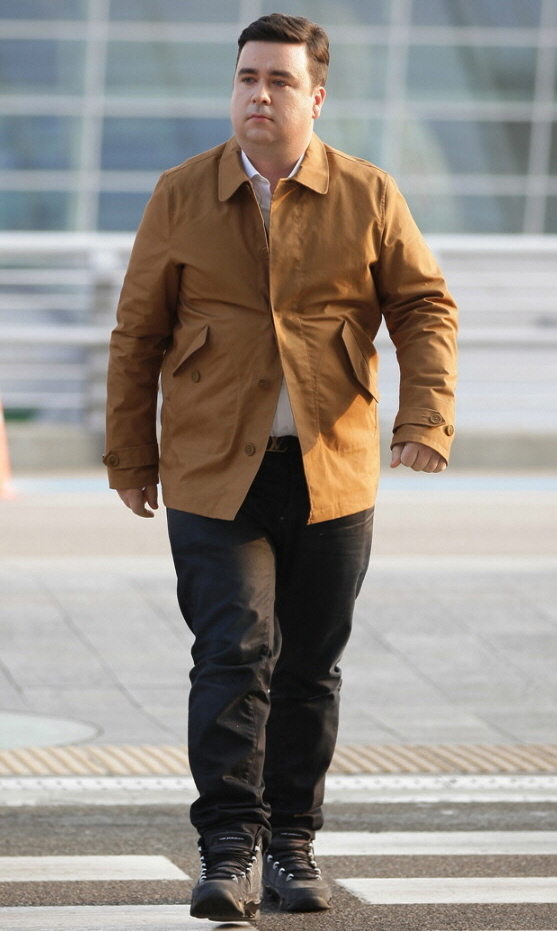
Sam Hammington

Sam Hammington, född 31 juli 1977 i Wellington, Nya Zeeland, nyzeeländsk skådespelare. Han har bland annat varit med i den australiensiska tv-serien Doktorn kan komma. Hammington är nuvarande bosatt i Sydkorea och är gift med Jung Yu Mi sedan 2013. Paret har två barn, William och Bentley, som har blivit populära genom reality programmet The Return of Superman där kändispappor tar hand om sina barn i 48 timmar medan deras fruar får vila.